# Coyutla
Coyutla es una población mexicana que se encuentra en la zona norte del estado de Veracruz, en la región llamada el Totonacapan. Está ubicado en las coordenadas 20°15” latitud norte y 97°39” longitud oeste, y a una altitud de 160 m s. n. m.

## Parque
En el siglo XVI fue una estancia totonaca de la jurisdicción de Mecatlán.
El decreto del 2 de enero de 1894 extinguió el municipio de Chicualoque y se anexa como congregación al Municipio de Coyutla, del cantón de Papantla.
Por decreto del 21 de noviembre de 1935 se crea el municipio de Chumatlán, que se agrega al de Coyutla.

### Coyutla, como el señorío de Tuzapan
En el centro norte de Veracruz, dentro del actual Municipio de Coyutla, al este del poblado de Chicoaloque, se encuentran los vestigios arqueológicos de Tuzapan, cabecera de uno de los varios señoríos que ocupaban partes importantes de la Sierra Madre Oriental y se extendían hacia la planicie costera. Investigadores como Du Solier y Palacios han sugerido que se trataba de un asentamiento nahua-totonaco, basados en registros de bilingüismo al momento de la conquista de México.
Según Nebel, Lombardo Toledano (1931), Kelly y Palerm (1952), y Stresser-Péan (1998), los totonacas del El Tajín afirmaban que sus ancestros provenían de Tuzapan. Stresser-Péan también propuso que este señorío se ubicaba sobre una antigua ruta que conectaba el Altiplano con la costa del Golfo, pasando por Tulancingo, Huauchinango, Xicotepec, y Tuzapan, hasta Papantla o Tuxpan.

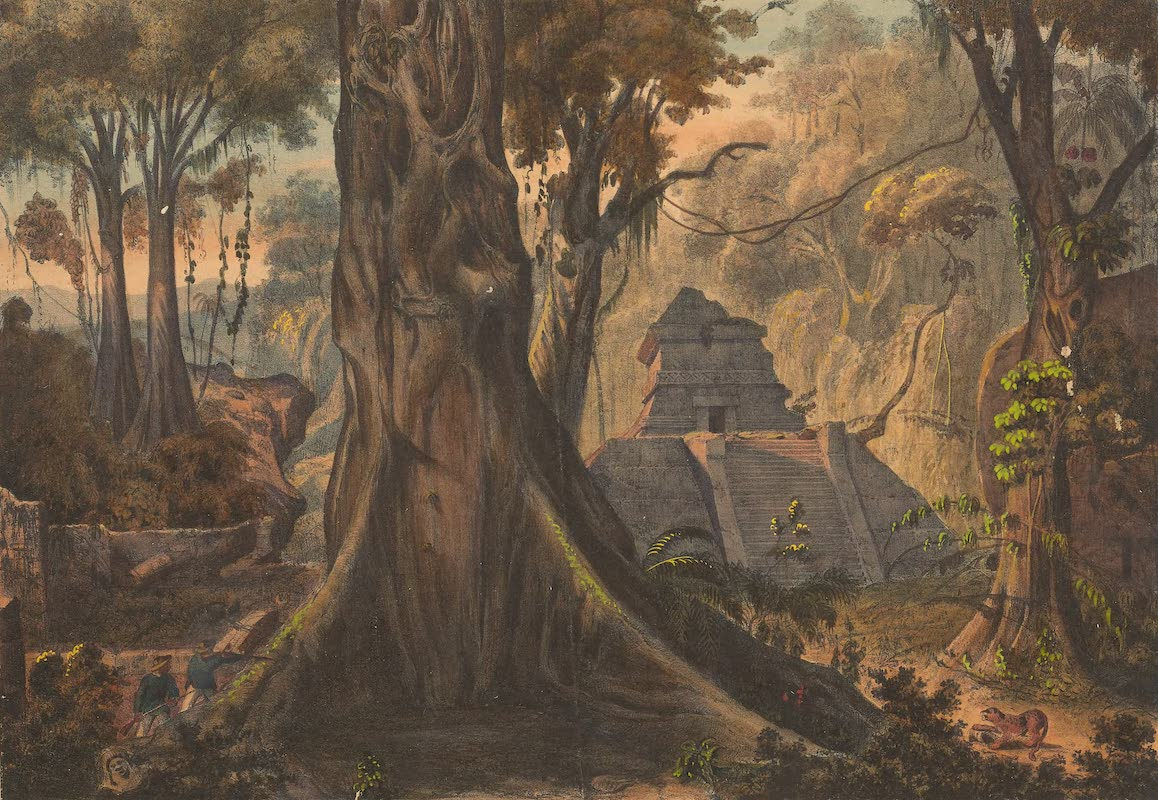
Tuzapan fue descubierta por Karl Nebel, en 1929. Actualmente se encuentra cubierta por vegetación, y solo una pirámide es parcialmente visible.

Los lienzos de Tuxpan también refieren la presencia chichimeca en la región desde al menos el XI. A partir del Clásico Tardío, la zona del centro norte de Veracruz experimentó una complejidad sociocultural creciente, evidenciada en el surgimiento de centros como El Tajín, con antecedentes en sitios como El Pital o Morgadal Grande.

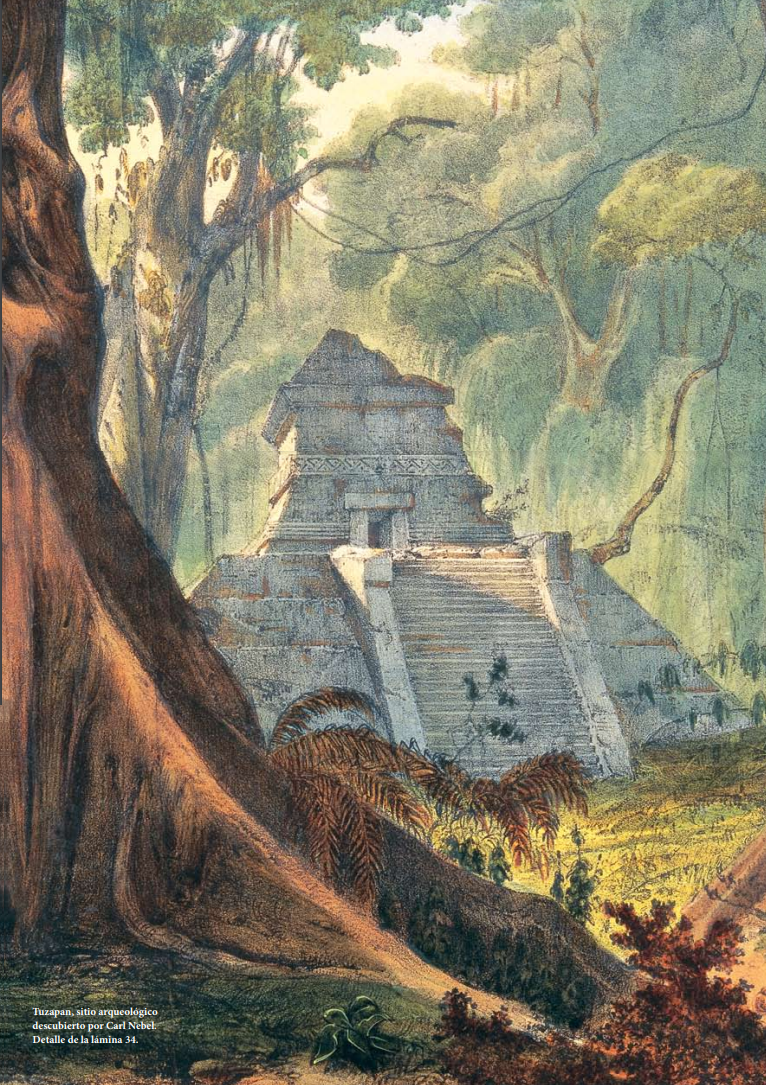
Tuzapan fue la cabecera de un altépetl prehispánico ubicado en lo que hoy es el centro-norte de Veracruz y habría sido conquistado por los mexicas.

Simultáneamente, en el Altiplano Central, surgieron otros nodos como Huapalcalco. Investigaciones de M. Gaxiola señalan vínculos entre Huapalcalco y El Tajín, a través del comercio de cerámicas. Estas rutas habrían sido utilizadas posteriormente por grupos migrantes como los chichimecas de Xólotl y los otomíes, y luego por los acolhuas y otros grupos de la Triple Alianza, que extendieron su influencia hasta Tuxpan.
Durante el Posclásico, estas rutas se consolidaron, y muchas de ellas coinciden con vías modernas como la carretera Ciudad de México–Poza Rica–Tuxpan. A pesar de la falta de excavaciones sistemáticas, estudios recientes como el del Proyecto Arqueológico en la cuenca media del río Necaxa (2011) comenzaron a documentar el sitio de Tuzapan, combinando fuentes históricas y primeros datos topográficos y arqueológicos recolectados en superficie.

## Clima
En Coyutla, la temporada de lluvia es bochornosa y mayormente nublada, la temporada seca es parcialmente nublada y es muy caliente durante todo el año. Durante el transcurso del año, la temperatura generalmente varía de 16 °C a 35 °C y rara vez baja a menos de 12 °C a 5 °C o sube a más de 45 °C. su precipitación pluvial media anual es de 2,985.3 mm.
Temperatura
La temporada calurosa dura 2.4 meses, del 8 de abril al 21 de junio, y la temperatura máxima promedio diaria es más de 38 °C. El día más caluroso del año es el 20 de mayo, con una temperatura máxima promedio de 45 °C y una temperatura mínima promedio de 23 °C.
La temporada fresca dura 2.5 meses, del 26 de noviembre al 11 de febrero, y la temperatura máxima promedio diaria es menos de 28 °C. El día más frío del año es el 7 de enero, con una temperatura mínima promedio de 12 °C y máxima promedio de 15 °C.
Resumen del clima
| Parámetros climáticos promedio de Coyutla Veracruz | Parámetros climáticos promedio de Coyutla Veracruz | Parámetros climáticos promedio de Coyutla Veracruz | Parámetros climáticos promedio de Coyutla Veracruz | Parámetros climáticos promedio de Coyutla Veracruz | Parámetros climáticos promedio de Coyutla Veracruz | Parámetros climáticos promedio de Coyutla Veracruz | Parámetros climáticos promedio de Coyutla Veracruz | Parámetros climáticos promedio de Coyutla Veracruz | Parámetros climáticos promedio de Coyutla Veracruz | Parámetros climáticos promedio de Coyutla Veracruz | Parámetros climáticos promedio de Coyutla Veracruz | Parámetros climáticos promedio de Coyutla Veracruz | Parámetros climáticos promedio de Coyutla Veracruz |
| Mes                                                | Ene.                                               | Feb.                                               | Mar.                                               | Abr.                                               | May.                                               | Jun.                                               | Jul.                                               | Ago.                                               | Sep.                                               | Oct.                                               | Nov.                                               | Dic.                                               | Anual                                              |
| -------------------------------------------------- | -------------------------------------------------- | -------------------------------------------------- | -------------------------------------------------- | -------------------------------------------------- | -------------------------------------------------- | -------------------------------------------------- | -------------------------------------------------- | -------------------------------------------------- | -------------------------------------------------- | -------------------------------------------------- | -------------------------------------------------- | -------------------------------------------------- | -------------------------------------------------- |
| [cita requerida]                                   |                                                    |                                                    |                                                    |                                                    |                                                    |                                                    |                                                    |                                                    |                                                    |                                                    |                                                    |                                                    |                                                    |

## Toponimia
Voz náhuatl que significa "lugar de coyotes o de adives".

## Gastronomía
El municipio cuenta con una amplia gama de platillos típicos de la región, como lo son los tamales, entre los cuales se encuentran los de cilantro, pulacle, pustapos (capita), etc. así como también una gran variedad de atoles (entre los que resaltan el morado y el champurrado), por otro lado tenemos los antojitos, de los cuales se desprenden los molotes, tostadas, garnachas, gorditas, etc.
Muchos de los alimentos que en épocas prehispánicas se consumían están presentes en el municipio, como lo son los piscis, acelgas, flor de calabaza, yerba mora, diferentes tipos de hongos, siendo esto un manjar para el paladar, obsequiándole al estado de Veracruz riqueza gastronómica a nivel nacional e internacional.
Cabe destacar que el pan es el más representativo de Coyutla, generando una gran demanda en la región por la obtención del mismo, acaparando las miradas de diferentes partes del país y la búsqueda por la obtención del mismo, el pan más conocido es el compuesto, marquesote, bolillo, pan blanco, roscas de sal, entre muchos más.